# Cascata Horsetail
La cascata Horsetail (letteralmente: "cascata Coda di cavallo") è una cascata stagionale (detta anche effimera), situata nel Parco nazionale di Yosemite in California, che scorre durante l'inverno e nei primi mesi della primavera.

## Descrizione
La cascata sgorga dal lato orientale della formazione rocciosa conosciuta come El Capitan e complessivamente copre un dislivello di 620-630 metri. È formata da un ruscello secco per la maggior parte dell'anno e alimentato dallo scioglimento della neve tra il tardo inverno e l'inizio della primavera. 
Se è presente abbastanza acqua la cascata si divide in due flussi paralleli, uno più ad est con una portata maggiore che compie un salto di 470 metri ed uno più ad ovest con un salto di 480 metri. Dopo il salto i due flussi si riuniscono e continuano a scendere verso valle lungo il terreno scosceso per altri 150 metri, portando l'altezza complessiva della cascata a 620-630 metri.

### La "cascata di fuoco"

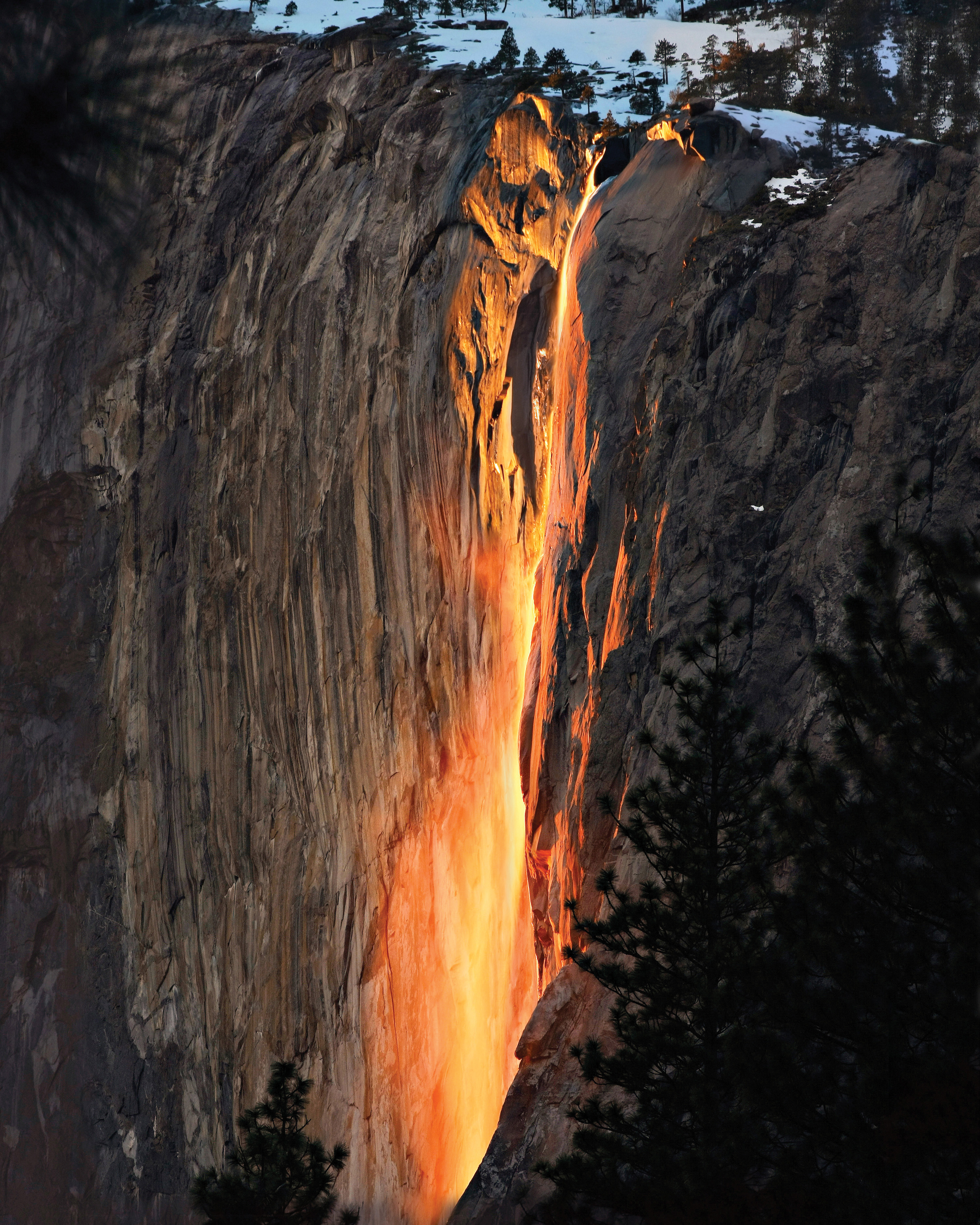
La "cascata di fuoco" che si osserva a metà febbraio

La caratteristica più notevole della cascata, fatta conoscere al grande pubblico nel 1973 dal fotografo californiano Galen Rowell, autore della prima foto a colori che ritrae il fenomeno, è il fatto che ogni anno intorno al 17-19 febbraio la luce del sole al tramonto fa risplendere l'acqua di rosso e arancione, facendola assomigliare ad una colata lavica. 
Il fenomeno è conosciuto come "firefall" ("cascata di fuoco"), nome che rende omaggio ad una tradizione portata avanti nel parco di Yosemite dal 1872 al 1968 durante la quale una pioggia di carboni ardenti veniva fatta cadere per circa 1000 metri dalla cima del Glacier Point verso la valle sottostante, creando l'effetto di una cascata di fuoco.
Affinché la cascata Horsetail assuma il suo caratteristico colore incandescente devono verificarsi determinate condizioni: nei giorni in cui il sole al tramonto si trova nella posizione corretta deve essere presente un manto nevoso sufficientemente spesso da alimentare la cascata, la temperatura deve essere abbastanza tiepida da permettere lo scioglimento della neve e infine il cielo deve essere sufficientemente sereno senza nuvole a bloccare i raggi del sole.
Per questo motivo il fenomeno si verifica solo per pochi giorni a febbraio mentre in ottobre, sebbene il sole si  trovi nuovamente nella posizione corretta, normalmente non è presente alcuna neve e pertanto la cascata è asciutta.

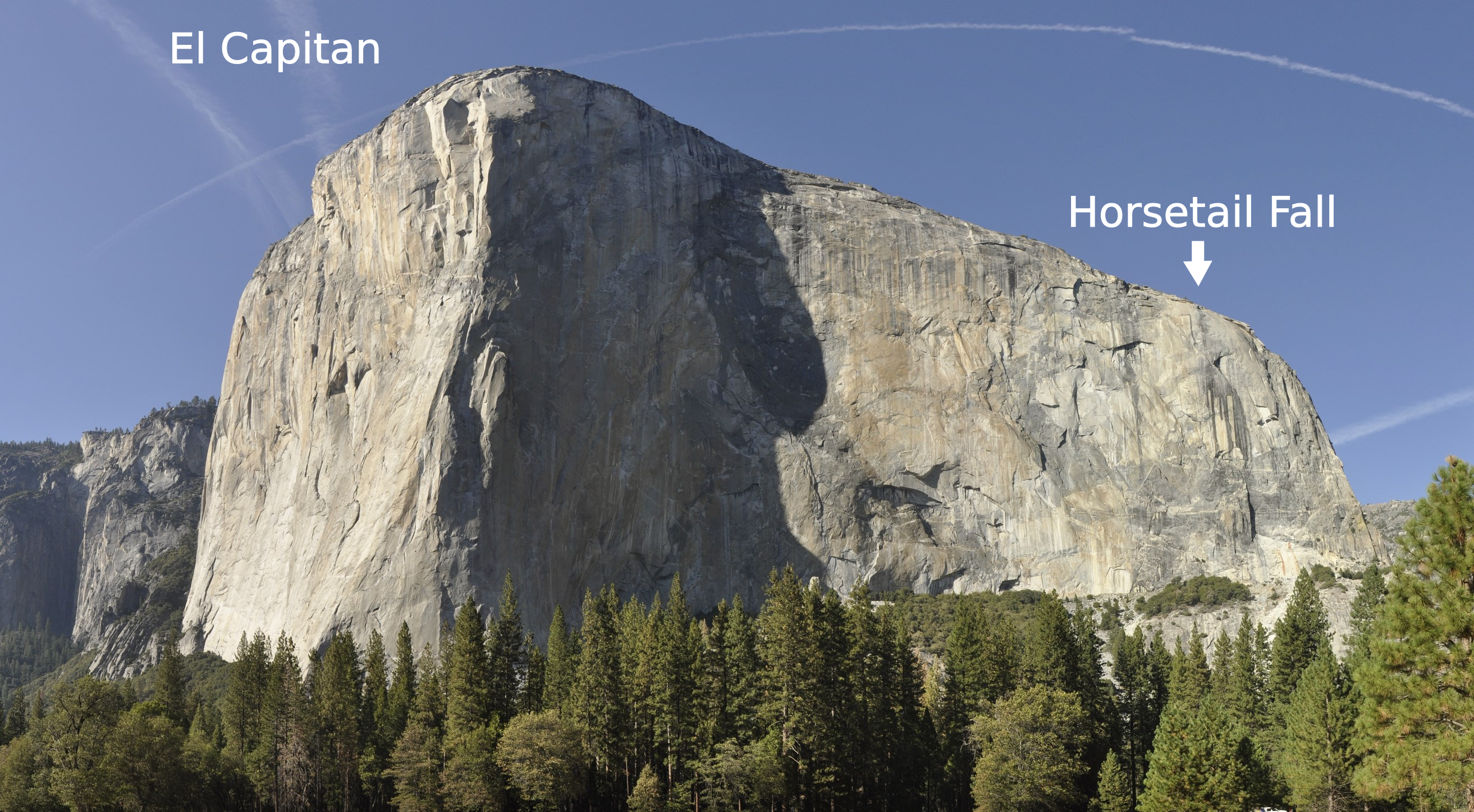
Posizione della cascata Horsetail